# Spreo fischeri
Spreo fischeri là một loài chim trong họ Sturnidae.